# Mario Aramburo
Mario Aramburo Restrepo (Andes, Antioquia; 28 de septiembre de 1909-† Medellín, 11 de marzo de 1989) fue un jurista y político colombiano.
Estudió su primaria en el Seminario de Jericó para luego continuar su formación humanística con los jesuitas y obtener su bachillerato en Medellín. Estudió Derecho en la Universidad de Antioquia (facultad de la que además fue profesor y decano), pero se graduó de la Universidad Nacional de Colombia. Hermano del también jurista y político Gabriel Aramburo Restrepo y sobrino medio de José Luis Aramburo Arango, uno de los fundadores de la Universidad Pontificia Bolivariana y exrector de la Universidad La Gran Colombia. Tras una fecunda carrera pública, falleció en la ciudad de Medellín en 1989. Miembro del Partido Conservador Colombiano, por sus calidades profesionales, ocupó altos cargos políticos y jurídicos en su país, entre los que se destacan el de gobernador del departamento de Antioquia y el de procurador general de la Nación. Igualmente, fue miembro de la Academia Colombiana de Jurisprudencia. Retirado de los cargos públicos, atendió su oficina de abogado en Medellín hasta su muerte, como consecuencia de un paro cardíaco.

## Formación
Aunque nació en Andes, Mario Aramburo comenzó su formación en el Seminario de Jericó. Luego se trasladó a Medellín, para estudiar en el Colegio San Ignacio, de los jesuitas en esa ciudad y allí obtuvo el título de bachiller. Estudió la carrera de Derecho en la Universidad de Antioquia, aunque el título de abogado lo obtuvo de la Universidad Nacional de Colombia, en Bogotá, donde terminó sus estudios, pues en 1928 fue expulsado de la primera (junto con Gerardo Molina, Jesús María Arias, Diego Luis Córdoba, Francisco Barrera, Alejandro González, Francisco Monsalve y Ramón Obdulio Arcila) por el decano Miguel Moreno Jaramillo por negarse a presentar un examen de criminología.
Su pariente, el jurista José Luis Aramburo Arango, es uno de los fundadores de la Universidad Pontificia Bolivariana, y su hermano Gabriel Aramburo Restrepo fue un conocido jurista y político de la ciudad de Medellín.

## Cargos públicos
- Decano de la Facultad de Derecho de la Universidad de Antioquia (año 1952).[5][6]

- Diputado de la Asamblea departamental de Antioquia (1930).

- Gobernador del departamento de Antioquia (1963-1965): Dentro de sus obras se destacan la creación del Instituto Para el Desarrollo de Antioquia - IDEA, la fundación del Politécnico Colombiano Jaime Isaza Cadavid[7] y de las Empresas Departamentales de Antioquia - EDA, con el dinero que resultó de la venta del extinto Ferrocarril de Antioquia. En una época de hegemonía conservadora en los gobiernos departamentales antioqueños, lo antecedió en el cargo el periodista Fernando Gómez Martínez y lo sucedió Octavio Arizmendi Posada.

- Embajador del gobierno de Colombia en Alemania (1965-1966): Fue designado por el presidente de la República, el conservador Guillermo León Valencia para representarle ante la República Federal Alemana, en época de la Guerra Fría. Cumplió una labor diplomática discreta, pues entonces Alemania se encontraba concentrada en la fase final de la reconstrucción que le permitiría cumplir desde las últimas décadas del siglo XX el papel de motor económico de Europa. Aramburo Restrepo regresaría al país cuando asumió la presidencia Carlos Lleras Restrepo.

- Procurador general de la Nación (1967-1970): Es el cargo por el que más se le recuerda. Fue nombrado como cabeza de la Procuraduría General de la Nación, máximo órgano de control disciplinario de los funcionarios públicos en Colombia. En esa condición, representó al Partido Conservador Colombiano, mientras el ejecutivo era ocupado por el Partido Liberal Colombiano, en cabeza de Lleras Restrepo en pleno Frente Nacional. Por su amonestación al entonces Presidente Carlos Lleras Restrepo (por haber cometido la falta disciplinaria de intervención en política), y por su pulcro comportamiento en uno de los cargos más importantes de Colombia, es considerado uno de los Procuradores históricos, honor que comparte con el santandereano Jaime Serrano Rueda y Carlos Mauro Hoyos (quien precisamente fuera asesinado por el narcotráfico, ejerciendo su cargo, en el mismo año en que moriría Aramburo.

- Magistrado de la Corte Electoral (reemplazada, en la constitución de 1991, por el Consejo Nacional Electoral).[3]

## Homenajes
Ha sido homenajeado en múltiples oportunidades.
- El Ecoparque Regional de la Caja de Compensación Familiar Comfenalco en Andes, lleva su nombre.[8][9]
- También lleva su nombre el aeroparque del municipio de Andes, habilitado para atender los vuelos de emergencias.
- Al cumplirse 100 años de su natalicio, el gobernador de Antioquia Luis Alfredo Ramos Botero descubrió en Andes una placa en homenaje al jurista antioqueño y ordenó esculpir un busto en su recuerdo, que se exhibirá en ese municipio del Suroeste antioqueño.[10]
- El 15 de julio de 2010, se sancionó la Ley 1400 de 2010, mediante la cual "la Nación se asocia a la celebración del centenario del natalicio del ex Gobernador, doctor Mario Aramburo Restrepo y rinde homenaje al municipio de Andes en el departamento de Antioquia".[11]
- La Ciudadela del Suroeste Mario Aramburo Restrepo del Municipio de Andes, fue bautizada en su honor.[12]